# Architis maturaca
Espèce
Architis maturaca est une espèce d'araignées aranéomorphes de la famille des Pisauridae.

## Distribution
Cette espèce est endémique du Brésil. Elle se rencontre en Amazonas et au Pará,.

## Description
Le mâle holotype mesure 4,0 mm et la femelle paratype 4,3 mm.

## Étymologie
Son nom d'espèce lui a été donné en référence au lieu de sa découverte, Maturacá.

## Publication originale
- Santos, 2007 : A revision of the Neotropical nursery-web spider genus Architis (Araneae: Pisauridae). Zootaxa, no 1578, p. 1-40.